# Капсабет
Капсабет — місто в провінції Рифт-Валлі, Кенія. Адміністративний центр округу Нанді. Станом на 1999 рік, у місті проживало 17 918 осіб. Розташовується районний госпіталь.

## Відомі люди
У населеному пункті народилися такі знамениті бігуни як Роджерс Роп, Мартін Лель, Рубен Косгей, Бернард Лагат, Бенджамін Кіпту, Роберт Черуйот.
| Кенія | Це незавершена стаття з географії Кенії. Ви можете допомогти проєкту, виправивши або дописавши її. |